# Wijken en buurten in Oisterwijk
De Nederlandse gemeente Oisterwijk is voor statistische doeleinden onderverdeeld in wijken en buurten. De gemeente is verdeeld in de volgende statistische wijken:
- Wijk 00 Oisterwijk (CBS-wijkcode:082400)
- Wijk 01 Moergestel (CBS-wijkcode:082401)

Een statistische wijk kan bestaan uit meerdere buurten. Onderstaande tabel geeft de buurtindeling met kentallen volgens het Centraal Bureau voor de Statistiek (2008):
| CBS-buurtcode | Buurtnaam                                  | Inwonertal | Opp. totaal (ha) | Opp. land (ha) | Ligging                |
| ------------- | ------------------------------------------ | ---------- | ---------------- | -------------- | ---------------------- |
| BU08240000    | Oisterwijk-Centrum                         | 1820       | 65               | 63             | Locatie in de gemeente |
| BU08240001    | Omgeving Waterhoef en Klompven             | 3420       | 111              | 105            | Locatie in de gemeente |
| BU08240002    | Omgeving Bunders en Levenskerk             | 4080       | 137              | 137            | Locatie in de gemeente |
| BU08240003    | Omgeving 't Westend en 't Seuverick        | 2880       | 53               | 52             | Locatie in de gemeente |
| BU08240004    | Pannenschuur                               | 5760       | 168              | 168            | Locatie in de gemeente |
| BU08240005    | Industrieterrein Kerckhoven Laarakkers     | 280        | 164              | 164            | Locatie in de gemeente |
| BU08240006    | Omgeving George Perklaan                   | 160        | 8                | 8              | Locatie in de gemeente |
| BU08240007    | Verspreide huizen Heukelom                 | 250        | 352              | 351            | Locatie in de gemeente |
| BU08240008    | Verspreide huizen Kerkhoven                | 100        | 153              | 153            | Locatie in de gemeente |
| BU08240009    | Verspreide huizen bosgebied                | 960        | 2443             | 2363           | Locatie in de gemeente |
| BU08240100    | Moergestel                                 | 5050       | 245              | 243            | Locatie in de gemeente |
| BU08240101    | Omgeving Vinkenberg en Heuvelstraat        | 190        | 115              | 115            | Locatie in de gemeente |
| BU08240102    | Omgeving Broekzijde                        | 120        | 72               | 72             | Locatie in de gemeente |
| BU08240108    | Verspreide huizen in het Westen en Noorden | 250        | 964              | 945            | Locatie in de gemeente |
| BU08240109    | Verspreide huizen in het Oosten en Zuiden  | 400        | 1462             | 1450           | Locatie in de gemeente |